# Tsunami

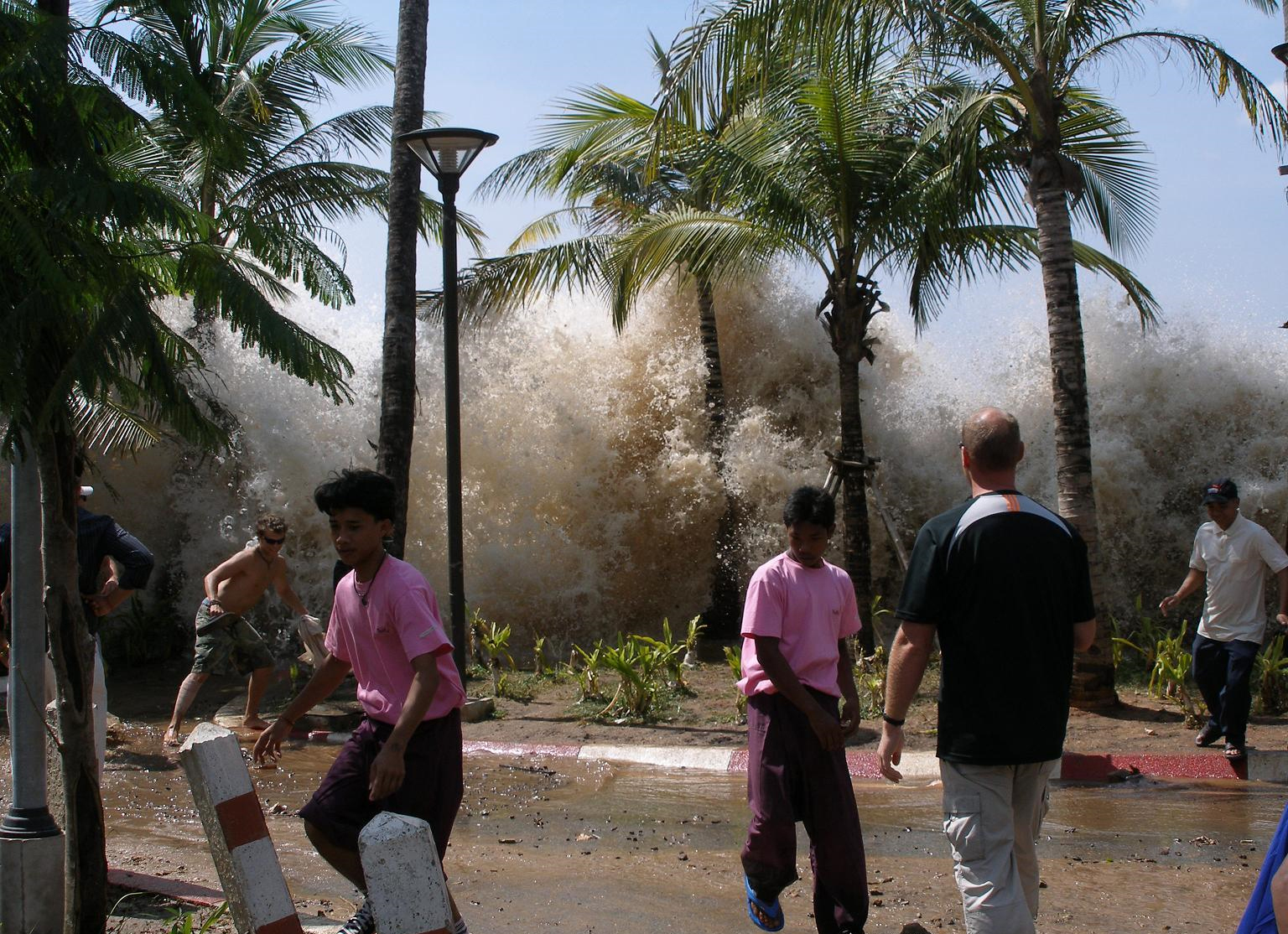
Tsunami afectând localitatea Ao Nang din Tailanda.

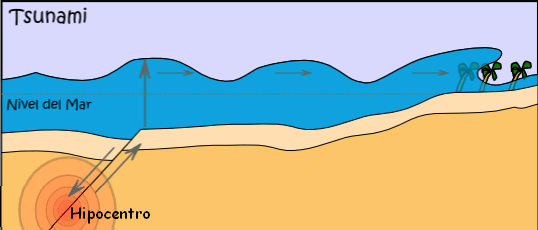
Reprezentarea schematică a unui tsunami.

Tsunamiul sau valul seismic reprezintă o undă energetică de tip mecanic care se propagă prin apa oceanelor, ca urmare a producerii unor erupții vulcanice subacvatice, alunecări de teren submarine sau a unor cutremure submarine sau de coastă foarte puternice (7-9 grade pe scara Richter).

## Cauze
- Prăbușirea unor meteoriți în oceane.
- Seisme sau alunecări submarine.
- Dislocări abrupte de roci[1]
- Dislocări bruște de ghețari în oceane.
- Cutremure în mijlocul oceanelor sau a mărilor.

## Propagare
Valul tsunami (din limba japoneză: val de port) se propagă diferit față de valul obișnuit. În larg, la ape adânci, valul mareic prezintă viteze foarte mari: de la 300 la 700 Km/h, și se propagă în toată masa apei (pe toata adâncimea oceanului/mării), nu doar la suprafață ca valul obișnuit creat de vânt. Înălțimea lui variază de la câteva zeci de centimetri până la câțiva metri. El se înalță spre coastă, căpătând aspectul unui mal teșit, măturând în continuare fundul oceanului, pentru ca la mal să se manifeste ca un zid de apă care năvălește pe uscat. Un tsunami poate provoca pe țărm în câteva minute victime umane numeroase și pagube majore.

## Istorie
La 9 iulie 1958 a avut loc un cutremur de 7,5 grade pe scara Richter în Golful Lituya, Alaska, provocând un megatsunami cu înălțimea valului de apă de 524 metri. Acesta este cel mai mare tsunami cunoscut din istorie.

Simularea mișcării particulelor într-un val (în apă puțin adâncă)
La mică adâncime, viteza de propagare și lungimea de undă scad, iar amplitudinea crește
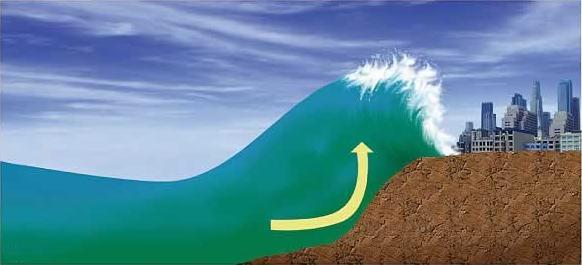
Coasta care are o pantă abruptă provoacă valuri cu potențial distructiv
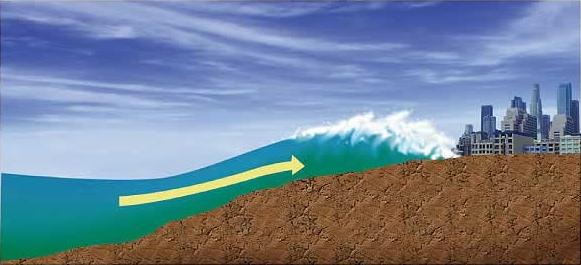
O pantă mai puțin abruptă ajută la diminuarea puterii tsunamiului

## Semne pe coastă la apariția unui tsunami
La început, apa oceanului se retrage ca din senin. La orizont apare un mic "zid de apă" sau "vălurele", dispuse unele peste altele, ce se reped spre uscat. Apa ocupă cu viteză spațiul gol creat, și intră cu viteză mare pe plajă.